# Hurengasse
Eine Hurengasse, in der die „Huren“ (Prostituierte) arbeiteten, gab es seit dem Mittelalter in zahlreichen Städten im deutschsprachigen Raum. Später wurden die Straßennamen meist gegen einen weniger anrüchigen ausgetauscht.
Parallel dazu ist „Rosenstraße“ ein häufig auftretender Straßenname in den mittelalterlichen Stadtkernen von Städten. Beide Namen sind ein Hinweis auf Prostitution (Badehäuser usw.).
Die Prager Hurengasse war beispielsweise dem jungen Kafka nicht unbekannt.
Im deutschen Sprachgebrauch lebendig ist die Bezeichnung „Hurengasse“ für solche Bordellstraßen von Rotlichtvierteln, beispielsweise die Herbertstraße im Rotlichtviertel auf St. Pauli in der Nähe der Reeperbahn in Hamburg oder die Helenenstraße in Bremen.
Beispiele (nach Orten):
- Antoniusstraße (früher auch Kriechelgasse und Hurengasse genannt), eine der ältesten Straßen Aachens[6]
- Rosenstraße (früher Hurengasse) in Berlin-Mitte[7]
- Hurengasse in Düren